# Station Dannenberg Ost
Station Dannenberg Ost (Bahnhof Dannenberg Ost) is een spoorwegstation in de Duitse plaats Dannenberg in Nedersaksen. Het station was eerder een knooppunt van drie spoorlijnen:
- spoorlijn Wittenberge - Jesteburg, waarvan het gedeelte tussen Lüneburg en Dannenberg Ost nog dagelijks wordt gebruikt. De lijn vanaf Dannenberg naar Wittenberge is opgebroken;
- spoorlijn Salzwedel - Dannenberg, waarvan het gedeelte tussen Lüchow en Dannenberg nog wordt gebruikt door museumtreinen;
- spoorlijn Uelzen - Dannenberg, deze lijn begint in Dannenberg West en is stilgelegd.

Zoals de naam doet vermoeden is dit niet het enige station van Dannenberg, maar wel het enige dat dagelijks door een trein wordt aangedaan. De haltes Dannenweg-Osterweg, Dannenberg West en Dannenberg-Prisser liggen aan de spoorlijn naar Lüchow.

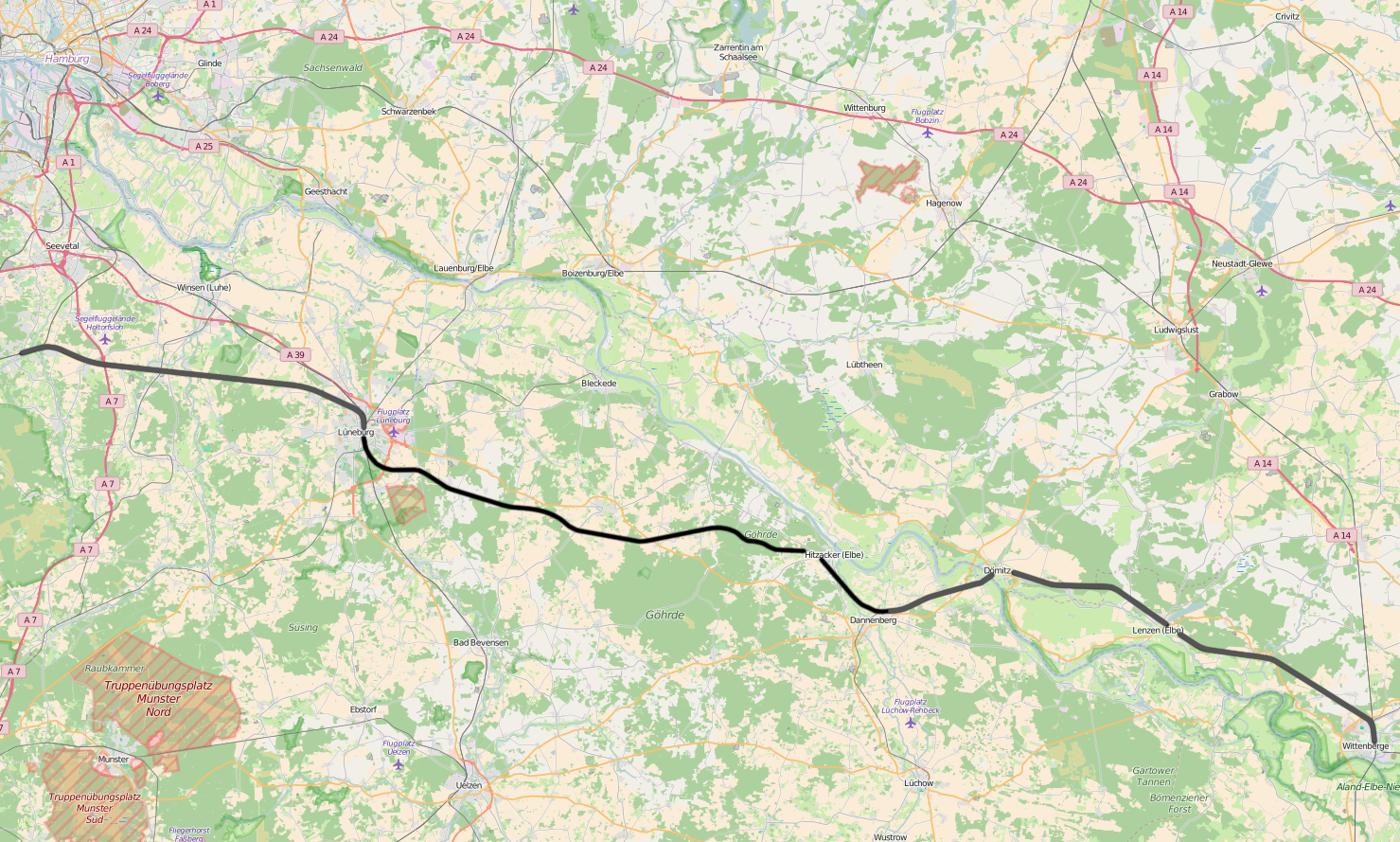
Kaart spoorlijn Wittenberge - Jesteburg

## Indeling
Het station behoort tot de laagste categorie, 7. Het station is in de loop van de jaren teruggebouwd naar één perron. Er is digitale reisinformatie aanwezig en een abri. Aan de voorzijde van het gebouw is er een parkeerterrein, een fietsenstalling en een bushalte. Het stationsgebouw laat nog zien hoe belangrijk het station was. Het grote witte gebouw moet een stoomlocomotief voorstellen, waarbij de toren de schoorsteen van de locomotief is. 
In 2012 werd het station gezamenlijk door de stad Dannenberg en de diaconale instelling Wendland gerenoveerd. Het JuniorBahnhof, een instelling van het evangelische-lutherse kerkelijke regio Lüchow-Dannenberg, verkoopt vervoersbewijzen en exploiteert een kiosk. Op het station is er een treindienstleider aanwezig.
Ten oosten van het station is er een klein opstelterrein van drie sporen. Ongeveer een kilometer verder ligt het bewaakte overslagstation voor castortransporten. Hier wordt nucleair afval verder over de weg getransporteerd naar het 20 kilometer verder gelegen opslagterrein in de Zoutkoepel Gorleben.

## Verbindingen
Het station wordt alleen door treinen van erixx bediend. De volgende treinserie doet het station Dannenberg Ost aan:
| Serie | Treinsoort           | Route                                  | Bijzonderheden                           |
| ----- | -------------------- | -------------------------------------- | ---------------------------------------- |
| RB 32 | Regionalbahn (Erixx) | Lüneburg – Dahlenburg – Dannenberg Ost | Wendlandbahn Rijdt eenmaal per drie uur. |

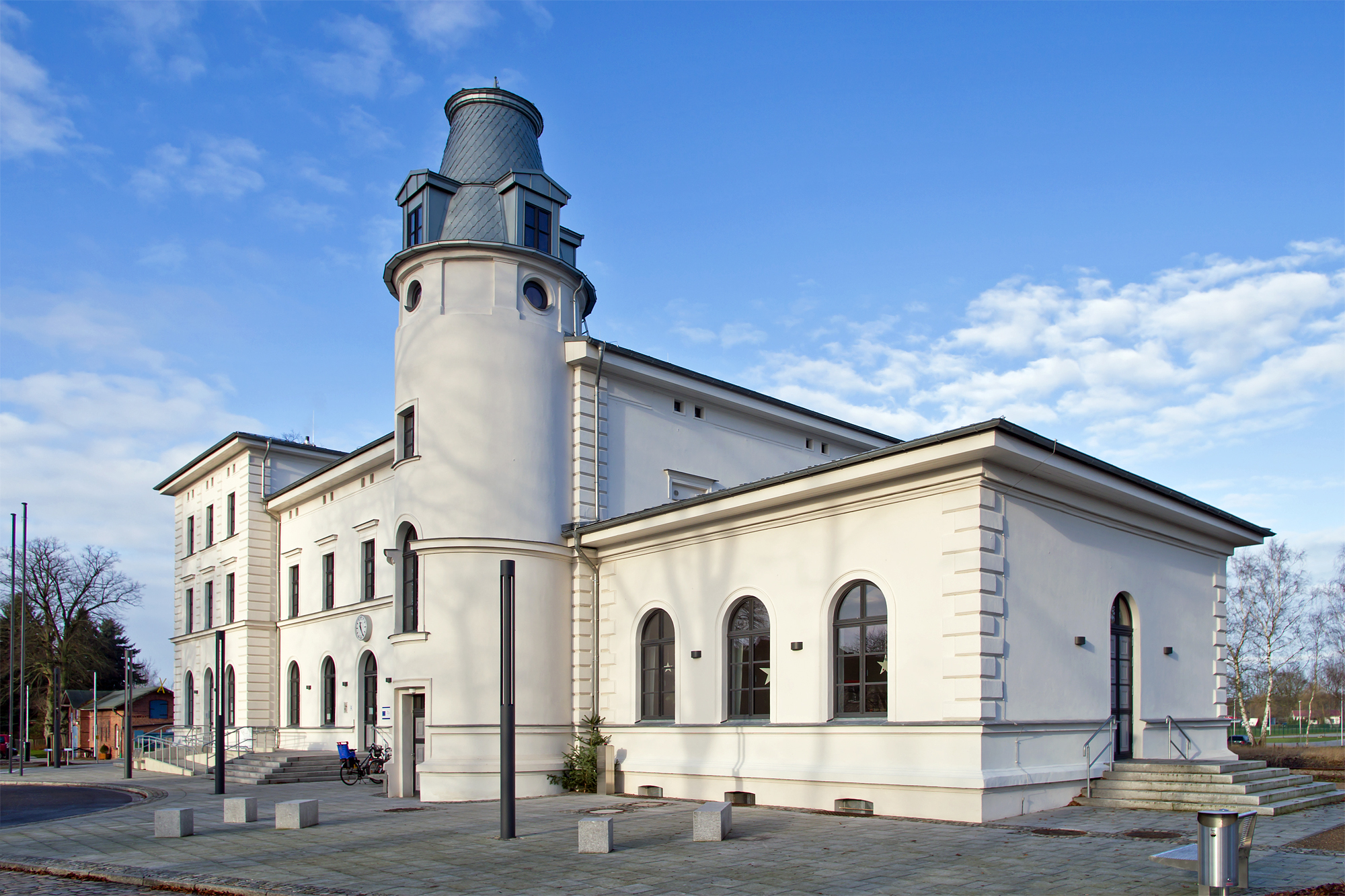
Zuidoostaanzicht
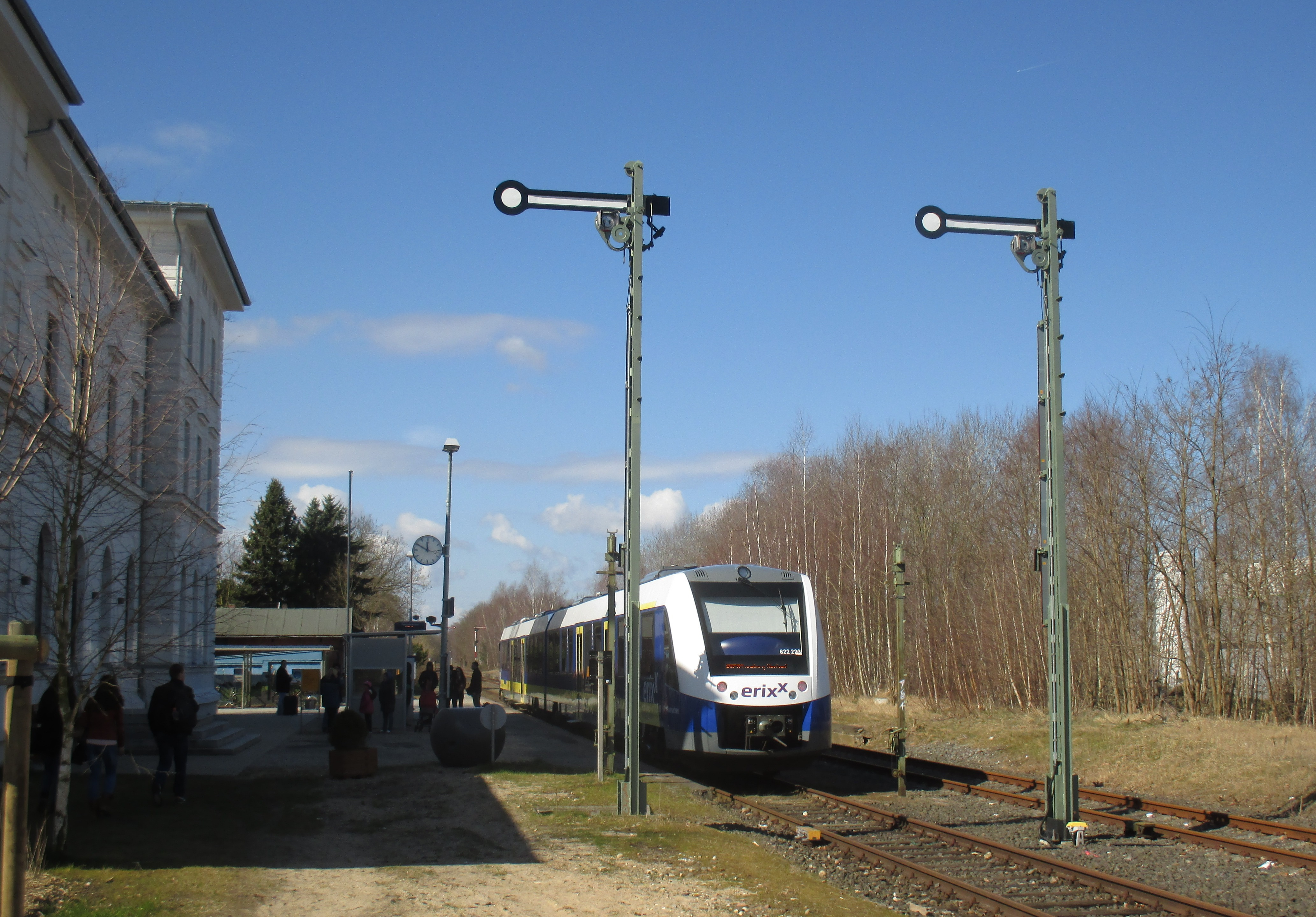
Perronzijde van het station met een trein van erixx.